# Чемпионат мира по шоссейному велоспорту "В"
Чемпионат мира по шоссейному велоспорту «В» (официальное название — англ. UCI B World Championships) — чемпионат мира по шоссейным дисциплинам велоспорта, проводимый под эгидой Международного союза велосипедистов (UCI) с 1997 по 2007 год.

## История
Для стран где велоспорт находился в развивающимся состоянии UCI решил проводить отдельные чемпионаты мира (категории В) чтобы велогонщики из этих стран могли получить возможность соревноваться с другими спортсменами соответствующего уровня подготовки. Соревнования включали в себя групповые и индивидуальные гонки среди мужчин и женщин. Гонщики представляли свои национальные страны и могли претендовать на участие в Олимпийских играх.
Первый чемпионат мира «B» состоялся в конце 1997 года в малайзийском Ипохе и рассматривался страной как возможность претендовать на проведение Олимпийских игр 2008 года. Последующие проходили с интервалом раз в два года.
С 1997 по 2003 год параллельно проводился аналогичный трековый чемпионат.
После 2007 года Чемпионат «В» был прекращён. Олимпийские квоты, ранее разыгрываемые на них, стали оспариваться на контининтальных чемпионатах и Турах.
Среди призёров был выступавших на тот момент за сборную Кении Крис Фрум, будущий неоднократный победитель Тур де Франс и призёр Олимпийских игр.

## Чемпионаты мира

Логотип чемпионата мира 2003 года в Швейцарии

| Год  | Страна    | Город       |
| ---- | --------- | ----------- |
| 1997 | Малайзия  | Ипох        |
| 1999 | Уругвай   | Монтевидео  |
| 2001 | Китай     | Циньхуандао |
| 2003 | Швейцария | Эгль        |
| 2005 | ?         | ?           |
| 2007 | ЮАР       | Кейптаун    |

## Призёры

### Мужчины. Групповая гонка
| Год  | Золотая медаль  | Серебряная медаль       | Бронзовая медаль        |
| ---- | --------------- | ----------------------- | ----------------------- |
| 1997 | Сергей Белуссов | Дмитрий Фофонов         | Жамсрангийн Улзий-Орших |
| 1999 | Грегоре Баре    | Педро Пабло Перес       | Киаран Киаран           |
| 2001 | Танг Хежонг     | Жамсрангийн Улзий-Орших | Томоя Кано              |
| 2003 | Мурилу Фишер    | Иван Стевич             | Дэвид Макканн           |
| 2005 | ?               | ?                       | ?                       |
| 2007 | Иван Стевич     | Эрик Хоффманн           | Александр Плюшкин       |

### Мужчины. Индивидуальная гонка
| Год  | Золотая медаль   | Серебряная медаль | Бронзовая медаль      |
| ---- | ---------------- | ----------------- | --------------------- |
| 1997 | Сергей Деревянов | Дмитрий Фофонов   | Энвер Сеитмеметов     |
| 1999 | Хавьер Гомез     | Федерико Морейра  | Рубен Антонио Пегорин |
| 2001 | Кадзуя Окадзаки  | Ванг Гочжан       | Ши Гуйчжэнь           |
| 2003 | Евгений Ваккер   | Ши Лу Цзянь       | Жан-Франсуа Ларош     |
| 2005 | ?                | ?                 | ?                     |
| 2007 | Ма Хайджун       | Крис Фрум         | Евгений Ваккер        |

### Женщины. Групповая гонка
| Год  | Золотая медаль        | Серебряная медаль | Бронзовая медаль            |
| ---- | --------------------- | ----------------- | --------------------------- |
| 1997 | Ти Тхунг Ян Нгуен     | Вань Ли-Чинг      | Ти Нхан Нгуен               |
| 1999 | Даниэла Перез Серрано | Йонка Гонсалес    | Клаудиа Карцерони-Саинтагне |
| 2001 | Гу Ксянгхонг          | Мей Янг Ли        | Ванг Вейпинг                |
| 2003 | Ли Мейфанг            | Чжан Джунинг      | Цянь Юнджуань               |
| 2005 | ?                     | ?                 | ?                           |
| 2007 | Хуан Сяомэй           | Гао Минь          | Гу Сунгеун                  |

### Женщины. Индивидуальная гонка
| Год  | Золотая медаль        | Серебряная медаль | Бронзовая медаль  |
| ---- | --------------------- | ----------------- | ----------------- |
| 1997 | Фатима Галиулина      | Маслеса Нурдин    | Ти Тхунг Ян Нгуен |
| 1999 | Даниэла Перез Серрано | Бьянка Нетцлер    | Мелани Клод       |
| 2001 | Ли Мейфанг            | Чжао Хуиджан      | Юань Янге         |
| 2003 | Ли Мейфанг            | Эвелин Гарсиа     | Чжан Джунинг      |
| 2005 | ?                     | ?                 | ?                 |
| 2007 | Монруди Чапухам       | Гу Сунгеун        | Илзе Боле         |